# Beringomyia deprava
Beringomyia deprava är en tvåvingeart som först beskrevs av Alexander 1941.  Beringomyia deprava ingår i släktet Beringomyia och familjen småharkrankar. Inga underarter finns listade i Catalogue of Life.